# LG GD880
LG Mini (LG GD880) — сотовый телефон компании LG Electronics, выпущенный в 2010 году, первый в мире телефон с поддержкой сервиса 3-Way Sync. В настоящий момент является самым тонким и легким сенсорным телефоном с 3,2-дюймовым экраном.
Впервые устройство было представлено на международной выставке мобильных технологий Mobile World Congress (MWC) в Барселоне.

## Краткое описание
Телефон выполнен в тонком классическом корпусе; практически всю лицевую панель устройства занимает 3,2-дюймовый сенсорный экран с «кинематографическим» соотношением сторон 16:9. Никаких кнопок на полированной поверхности телефона нет — все операции производятся с помощью сенсорного экрана, который выполнен по ёмкостной технологии и защищен специальным покрытием, препятствующим появлению царапин.
В данной модели используется упрощенная версия интерфейса S-class, которая имеет три настраиваемых экрана — при пролистывании пальцем они обеспечивают быстрый доступ ко всем функциям телефона непосредственно с рабочего стола. Перемещаться между экранами в одном направлении можно бесконечно, как по кругу, при этом специальная отметка под служебной строкой показывает, на каком из рабочих столов пользователь находится в данный момент. В нижней части экрана расположены ярлыки быстрого доступа к настройкам, адресной книге, сообщениям и звонкам. На каждый из рабочих столов можно добавлять иконки трех типов: виджеты, закладки браузера и ярлыки приложений.
Аппарат оснащен 5-мегапиксельной камерой с функцией распознавания лиц, отснятые фото- и видеофайлы можно одновременно загружать по беспроводному каналу на несколько социальных сетей. Телефон поддерживает стандарт беспроводной связи HSDPA и беспроводной протокол Wi-Fi и позволяет просматривать веб-страницы со скоростью 7,2 МБит, а также управлять несколькими учётными записями с помощью функции SNS.
LG Mini поддерживает сервис 3-Way Sync, который ранее использовался только в смартфонах. Эта мобильная технология позволяет синхронизировать данные с мобильного устройства и компьютера с помощью браузера, что обеспечивает постоянный доступ к фотографиям, видеоклипам, календарю и телефонной книге с любого из этих устройств. В LG Mini этот сервис называется LG Air Sync и позволяет работать с информацией в трех направлениях:
- функция синхронизации истории обновляет браузер телефона в соответствии с последними 100 веб-сайтами, которые пользователь посетил на ПК;
- функция управления персональной информацией передает контактную информацию и ежедневные записи с телефона на компьютер;
- функция R-Click позволяет мгновенно передавать фотографии и другую информацию с домашнего компьютера на LG Mini.

Компания LG Electronics посвятила выходу LG Mini серию мероприятий, которые провела в рамках выставки Mobile World Congress в Барселоне 15-18 февраля.

## Возможности и характеристики
| Технические характеристики               | Технические характеристики |
| ---------------------------------------- | --- |
| Частотный диапазон                       | Сети GSM 850/900/1800/1900 |
| Размер                                   | 102x47.6x10.6 мм |
| Вес с аккумулятором                      | 99 г |
| Ёмкость стандартного аккумулятора        | Li-Ion Inner Pack, 900 мА·ч |
| Дисплей                                  | 3,2 дюйма, FWVGA hybrid LCD, 480 x 854 точек |
| Камера                                   | 5 Мп, автофокус, функция распознавания лиц, стабилизация изображения |
| Запись видео                             | да |
| Встроенная память                        | 100 МБ |
| Внешняя память                           | MicroSD, до 32 ГБ |
| Сообщения и коммуникационные возможности | |
| Поддержка SMS                            | да |
| Поддержка MMS                            | да |
| Поддержка E-mail                         | да |
| WAP                                      | 2.0 |
| GPRS                                     | Class 10 |
| EDGE                                     | Class 10 |
| USB                                      | 2.0 |
| Bluetooth                                | 2.1 |
| Wi-Fi                                    | да |
| Другие функции                           | |
| Встроенная телефонная книга              | 1000 контактов |
| Органайзер                               | да |
| Будильник                                | да |
| Синхронизация с ПК                       | PC Sync 2.0 |
| Виброзвонок                              | да |
| Громкая связь                            | да |
| Встроенные игры                          | да |
| Поддержка Java                           | 2.1 |
| Абонентские группы                       | да |
| Встроенный аудиоплеер                    | да (MP3, AAC, AAC+, AAC++, WAV) |
| Встроенный видео плеер                   | MPEG4, H.263 |
| FM-радио                                 | да |
| Dolby Mobile                             | да |
| A-GPS                                    | да |
| Просмотр документов                      | PDF, DOC, PPT, XLS, TXT |
| Предустановленные приложения             | сервисы Яндекса (Поиск, Почта, Карты, Телепрограмма, Погода), приложения Яндекса (Я.Онлайн, Карты, Метро), приложение приложение Social networking (Myspace, Twitter, Facebook) |